# Pornophonique

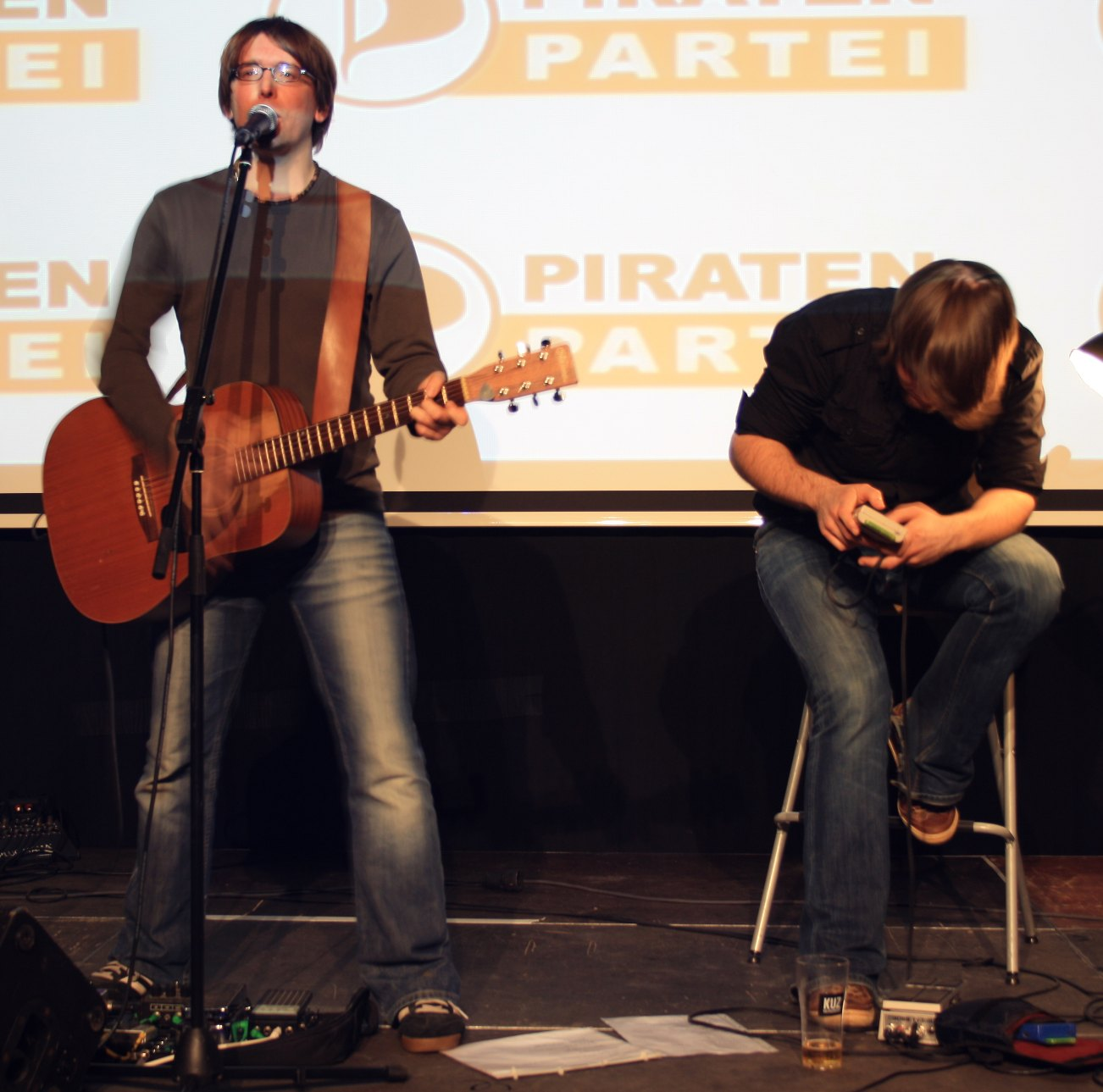
Pornophonique auf der Wahlparty der Piratenpartei im Kuz Mainz

Pornophonique ist ein Duo aus Darmstadt, dessen musikalisches Markenzeichen die Verbindung elektronischer 8-Bit-Chiptune-Musik von Game Boy oder Commodore 64 mit Gesang und Gitarrenbegleitung ist. Die Band hat ihre Musik unter einer Creative Commons Lizenz veröffentlicht und hat Verbindungen zur Comic- wie auch diversen Computerszenen.

## Geschichte
Die zwei Bandmitglieder lernten sich bei einem Comic-Händler kennen. Kai Richter hatte bereits musikalische Ambitionen, er war längere Zeit in Heavy-Metal-Bands aktiv gewesen, und suchte nach einem neuen, ruhigeren Musikprojekt. Auf der Suche nach einem Mitstreiter für seine neue Idee lernte er Felix Heuser kennen, der in der Lage war, auf dem Game Boy Musik zu spielen. Sie entschieden sich, ein gemeinsames Projekt mit dem Namen „Pornophonique“ ins Leben zu rufen. Da sie kein Label finden konnten, stellten sie ihre Musik kostenlos im Netz zur Verfügung.
Um mit dem Game Boy live Musik spielen zu können, verwendet Pornophonique das Steckmodul LSDJ (Little Sound Disk Jockey). Es handelt sich dabei um ein nicht-offizielles Programm für den Game Boy, das die Spielekonsole in ein Musikinstrument verwandelt. Eine Demoversion kann als Image heruntergeladen werden.

## Rezeption
Pornophonique ist sehr bekannt in der Comic-Szene. So hat der Comiczeichner Joscha Sauer das Cover für die Single „Lemmings in Love“ entworfen. Der Comiczeichner Flix referenzierte das Duo in einem Comic. Weitere Cover-Arbeiten stammen unter anderem von den Zeichnern Sascha Thau, Mawil und Naomi Fearn.
Durch die Verbreitung ihrer Musik über Jamendo und last.fm erreichte die Band sehr viele Rezipienten außerhalb der Comic-Szene. So verbuchte Jamendo über 150.000 Streams und 20.000 Downloads (Stand 23. September 2008) und bei last.fm wurden sie über 500.000 mal von über 30.000 Hörern weltweit „gescrobbelt“.

## Werke
Am 1. September 2007 ist ihr Album mit dem Namen 8-bit lagerfeuer erschienen. Es beinhaltet acht Songs: sad robot, take me to the bonuslevel because i need an extralife, lemmings in love, space invaders, i want to be a machine, 1/2 player game, game over und rock'n'roll hall of fame. Die Lieder behandeln zumeist Themen aus dem Bereich Computerspiele und Informationstechnologie; unter anderem handeln sie von traurigen Robotern und von der Einsamkeit in einem Dungeon eines Computerrollenspiels. Jedes Lied hat ein eigenes Coverartwork, welche allesamt von namhaften Comiczeichnern gestaltet wurden. Die CD wird in Schallplattenoptik ausgeliefert. Aufgrund der Themen hat Pornophonique eine große Beliebtheit unter computeraffinen Gruppierungen erlangt; unter anderem gab es auch Auftritte auf den MetaRheinMain Chaos Days sowie auf dem Open Hack Day London.
Am 20. März 2020 erschien das zweite Album Brave New World im Download, auf Streaming-Plattformen und als CD.

## Auftritte
Seit 2003 tritt Pornophonique regelmäßig auf, vor allem in Clubs. Im Oktober 2008 spielte sie bei dem unter der Schirmherrschaft von Professor Lawrence Lessig stehenden Open Music Contest an der Universität Marburg, 2009 auf der Free! Music! Party des Musikpiraten e. V. Bis Ende 2009 spielte die Band weit über 100 Konzerte vorwiegend in Deutschland, aber auch weitere Livekonzerte in den Niederlanden, der Schweiz, Österreich, Italien, Portugal und Großbritannien.